# 早會

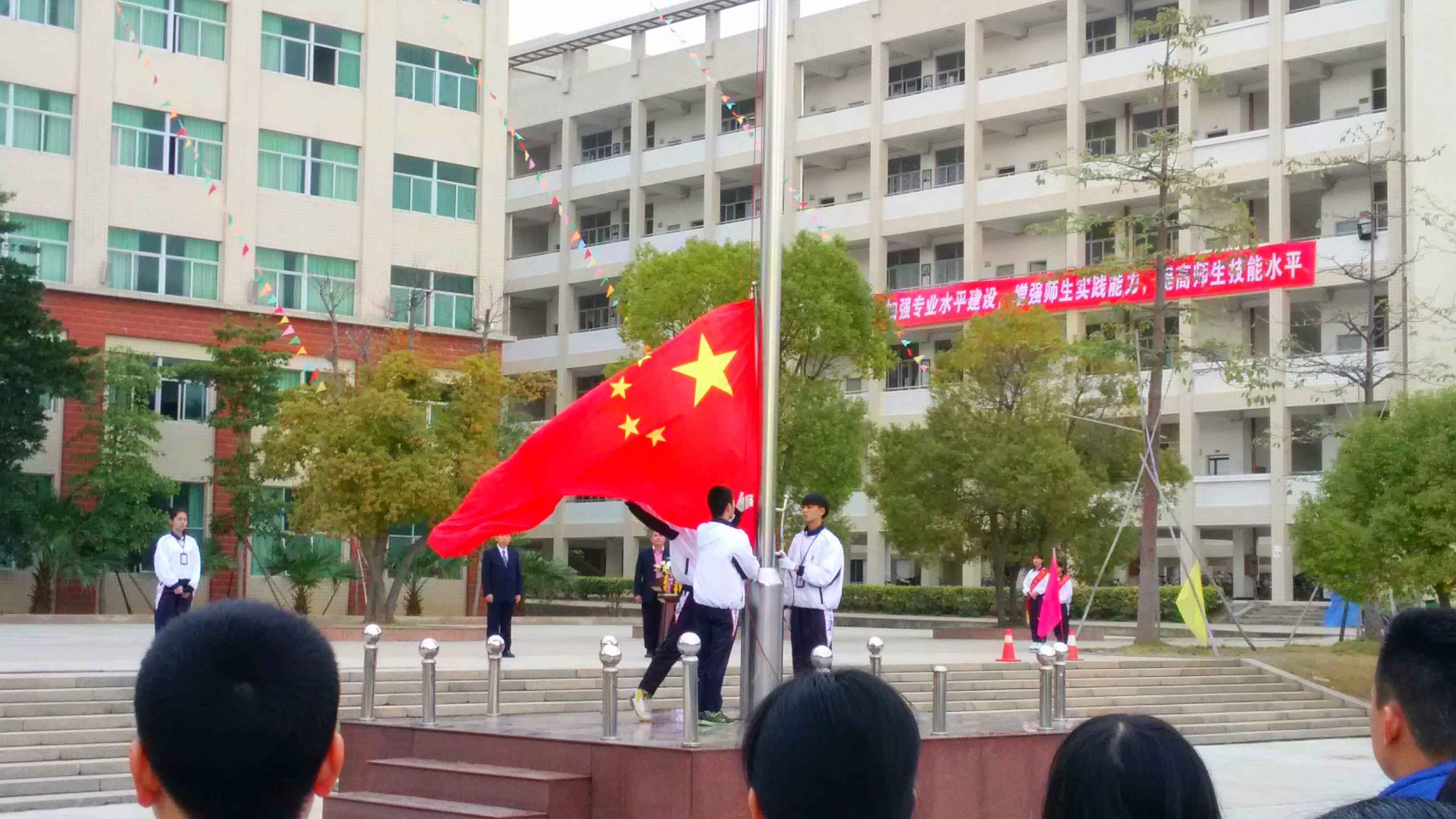
中国大陆学校朝会，升旗队扬起五星红旗；升旗仪式一般在每周一举行。

早會，又稱晨會或朝會，是指學校（主要為中學、小學），在早晨時段間的一種集會活動或儀式。
學校早晨通常將學生集結至禮堂或是操場，進行點名和見證升旗儀式，或是由各班級的師長們訓話、報告學校大小事務，以及頒獎給有特殊出色表現之學生。有些學校會因為人數較多，場地空間不足，採用每天不同年級輪流朝會的方式。
國立新竹高級中學為台灣首所將朝會改成月會的學校。
日本企业也有类似的朝会制度，主要是在一天工作开始前对今天的预定事务进行讨论。